# Hamm (Sieg)

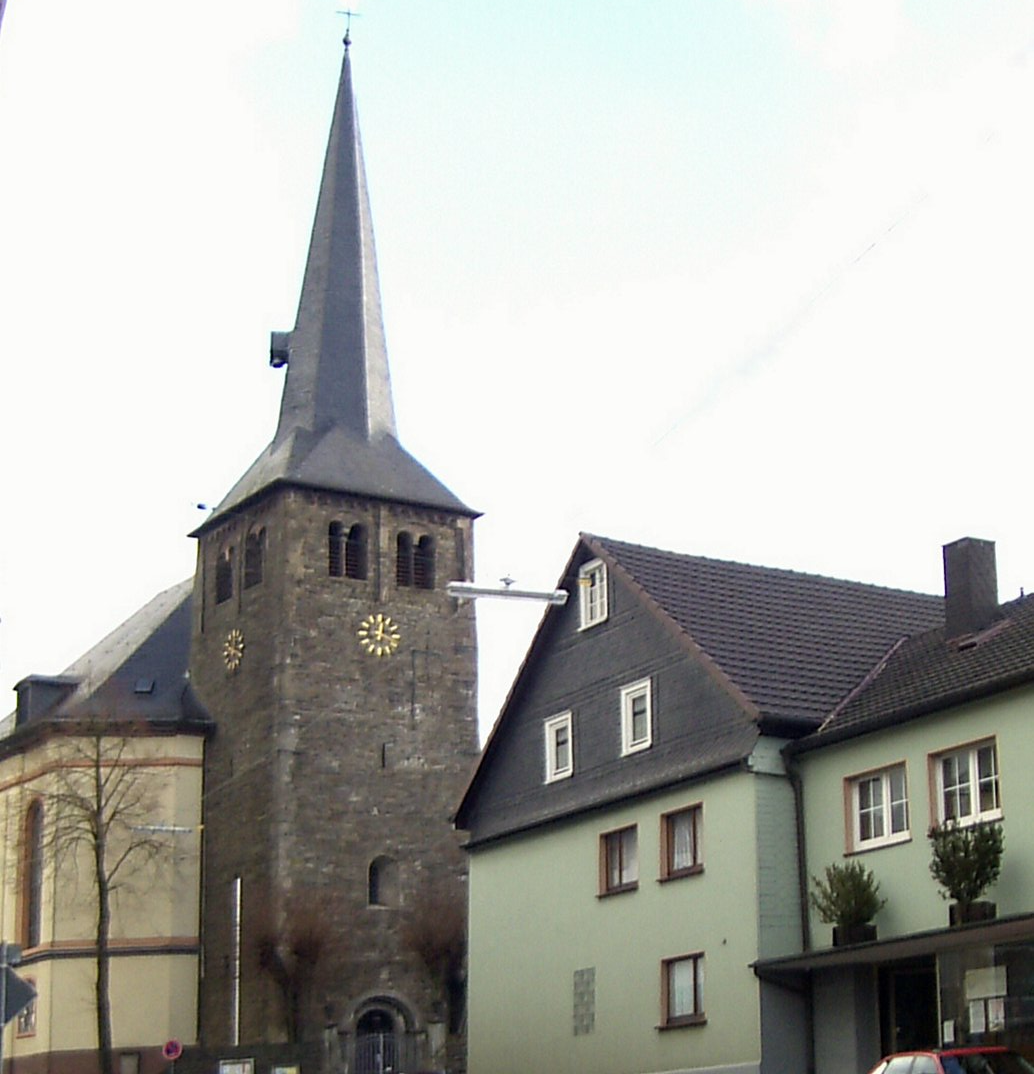
Evangelische Kirche

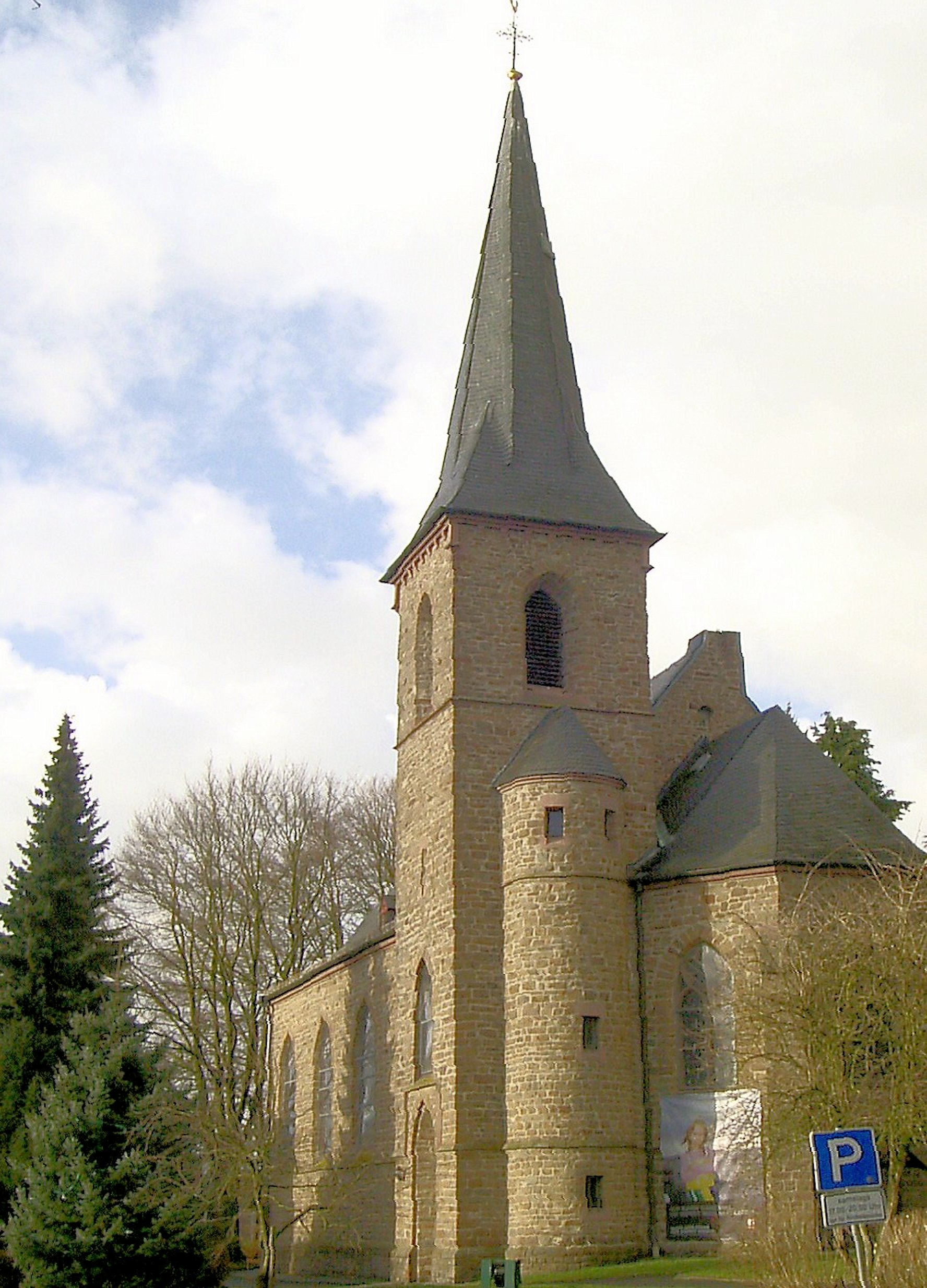
Katholische Kirche

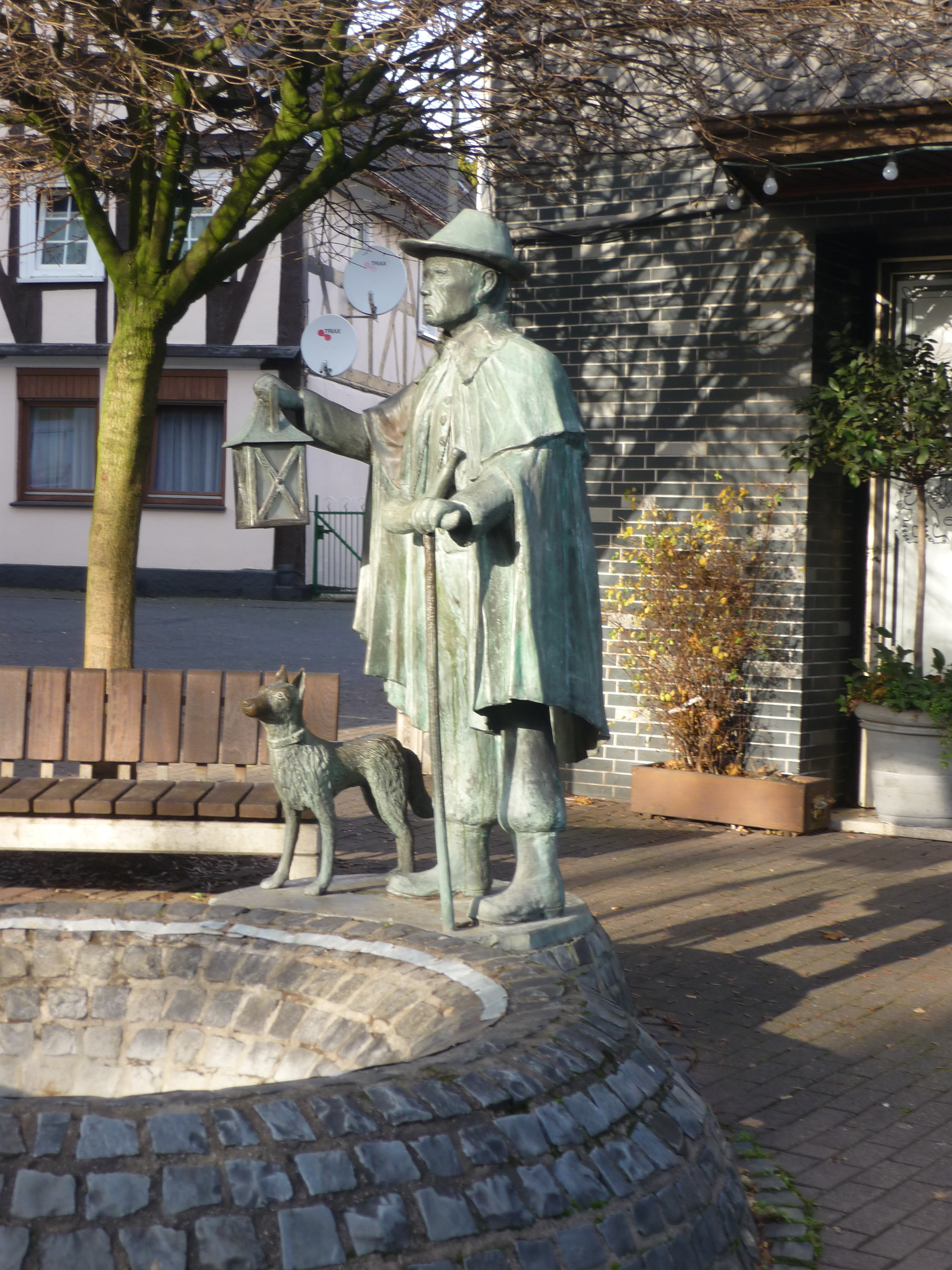
Hamm

Hamm (Sieg) ist eine Ortsgemeinde an der Sieg im Landkreis Altenkirchen (Westerwald) in Rheinland-Pfalz. Sie ist Verwaltungssitz der gleichnamigen Verbandsgemeinde und gemäß Landesplanung als Grundzentrum ausgewiesen.

## Geographie
Hamm befindet sich auf halber Strecke zwischen Eitorf und Betzdorf bzw. zwischen Waldbröl und Altenkirchen an den nördlichen Ausläufern des Westerwalds; die Ortsgemeinde liegt am Südrand des Siegtals oberhalb von Au (Sieg) und Fürthen, die sich im Norden befinden; weitere Nachbargemeinden sind Pracht im Westen, Roth im Osten und Breitscheidt im Süden.

## Geschichte
Hamm wurde zum ersten Mal am 31. März 1131 urkundlich erwähnt. „Eccl[esi]am Hamne cum tota dec[ima]“ steht in der Urkunde, in der Papst Innozenz II. dem Cassius-Stift zu Bonn die Kirche und den Zehnten zu Hamm an der Sieg bestätigte. Bis zum Ende des 18. Jahrhunderts gehörte das frühere Kirchspiel Hamm (Sieg) zur Grafschaft Sayn, zuletzt zu Sayn-Hachenburg. Nach einer kurzen Zeit unter Nassau wurde mit dem Übergang an das Land Preußen dann aus dem Kirchspiel die Bürgermeisterei Hamm.
Internationale Bedeutung erhielt Hamm durch den Begründer des ländlichen Genossenschaftswesens, Friedrich Wilhelm Raiffeisen, der hier 1818 geboren wurde. Raiffeisens Vater war Bürgermeister der Bürgermeisterei Hamm. Auch der Großvater und Urgroßvater hatten dieses Amt inne, wenn auch unter anderer Bezeichnung. Das Raiffeisenmuseum erinnert an sein Leben.
Am 10. Februar 1968 erhielt Hamm den Namenszusatz „(Sieg)“. Seit dem 21. September 2022 führt Hamm (Sieg) die Bezeichnung „Raiffeisengemeinde“.

### Bevölkerungsentwicklung
Die Entwicklung der Einwohnerzahl der Gemeinde Hamm (Sieg), die Werte von 1871 bis 1987 beruhen auf Volkszählungen:
| Hamm (Sieg): Einwohnerzahlen von 1815 bis 2024 | Hamm (Sieg): Einwohnerzahlen von 1815 bis 2024 | Hamm (Sieg): Einwohnerzahlen von 1815 bis 2024 | Hamm (Sieg): Einwohnerzahlen von 1815 bis 2024 | Hamm (Sieg): Einwohnerzahlen von 1815 bis 2024 |
| ---------------------------------------------- | ---------------------------------------------- | ---------------------------------------------- | ---------------------------------------------- | ---------------------------------------------- |
| Jahr                                           |                                                |                                                |                                                | Einwohner                                      |
| 1815                                           | 1815                                           |                                                | 405                                            | 405                                            |
| 1835                                           | 1835                                           |                                                | 534                                            | 534                                            |
| 1871                                           | 1871                                           |                                                | 947                                            | 947                                            |
| 1905                                           | 1905                                           |                                                | 1.214                                          | 1.214                                          |
| 1939                                           | 1939                                           |                                                | 1.566                                          | 1.566                                          |
| 1950                                           | 1950                                           |                                                | 1.658                                          | 1.658                                          |
| 1961                                           | 1961                                           |                                                | 2.010                                          | 2.010                                          |
| 1970                                           | 1970                                           |                                                | 2.673                                          | 2.673                                          |
| 1987                                           | 1987                                           |                                                | 2.887                                          | 2.887                                          |
| 2005                                           | 2005                                           |                                                | 3.406                                          | 3.406                                          |
| 2011                                           | 2011                                           |                                                | 3.382                                          | 3.382                                          |
| 2017                                           | 2017                                           |                                                | 3.426                                          | 3.426                                          |
| 2024                                           | 2024                                           |                                                | 3.851                                          | 3.851                                          |
|                                                |                                                |                                                |                                                |                                                |

## Politik

### Gemeinderat
Der Gemeinderat in Hamm (Sieg) besteht aus 20 Ratsmitgliedern, die bei der Kommunalwahl am 9. Juni 2024 in einer personalisierten Verhältniswahl gewählt wurden, und dem ehrenamtlichen Ortsbürgermeister als Vorsitzendem.
Die Sitzverteilung im Gemeinderat:
| Wahl | SPD | CDU | FDP | FWG | Gesamt   |
| ---- | --- | --- | --- | --- | -------- |
| 2024 | 6   | 5   | –   | 9   | 20 Sitze |
| 2019 | 7   | 5   | 1   | 7   | 20 Sitze |
| 2014 | 8   | 6   | 1   | 5   | 20 Sitze |
| 2009 | 7   | 5   | 4   | 4   | 20 Sitze |
| 2004 | 6   | 6   | 4   | 4   | 20 Sitze |

- FWG = Freie Wählergruppen Verbandsgemeinde Hamm/Sieg e. V.

### Bürgermeister
Thomas Christmann (FWG) wurde am 27. August 2024 Ortsbürgermeister von Hamm. Da bei der Direktwahl am 9. Juni 2024 kein Wahlvorschlag eingereicht wurde, oblag die Neuwahl des Bürgermeisters gemäß rheinland-pfälzischer Gemeindeordnung dem Rat, der sich auf seiner konstituierenden Sitzung mehrheitlich für Thomas Christmann entschied.
Christmanns Vorgänger Bernd Niederhausen (SPD) hatte das Amt 15 Jahre inne und kandidierte bei der Wahl 2024 nicht erneut als Ortsbürgermeister. Zuletzt bei der Direktwahl am 26. Mai 2019 war er mit einem Stimmenanteil von 76,43 % wiedergewählt worden.

### Wappen
| Wappen von Hamm | Blasonierung: „Von Rot über Blau durch silbernen Wellenfaden zum Schildfuß geteilt, oben unter zwei gekreuzten silbernen Pferdeköpfen ein goldener, blau gezungter, abgerissener leopardierter Löwenkopf, unten silberner Schlägel und Eisen.“                                                                        |
| Wappen von Hamm | Wappenbegründung: Die zwei Pferdeköpfe symbolisieren das Lebenswerk von Friedrich Wilhelm Raiffeisen. Der Löwenkopf steht für die frühere Zugehörigkeit Hamms zur Grafschaft Sayn-Hachenburg. Der Wellenfaden versinnbildlicht die Lage an der Sieg. Schlägel und Eisen verweisen auf die Bergbau-Tradition von Hamm. |

## Kultur und Freizeit
- In der Thalhauser Mühle liegt das größte Naturfreibad der gesamten Region mit einer Wasserfläche von 16.000 m² und 15.000 m² Liegewiesen.
- Im Jahr 1998 erwarb die Ortsgemeinde das Geburtshaus von Friedrich Wilhelm Raiffeisen und schuf das Raiffeisenmuseum, das 2000 eröffnet wurde.

## Bildung
Kindergärten und Schulen in Hamm (Sieg):
- Kindertagesstätte Hamm (Sieg), Träger: Verbandsgemeinde Hamm (Sieg)
- Katholische Kindertagesstätte „St. Joseph“, Träger: Katholische Kirchengemeinde St. Jakobus und St. Joseph
- Evangelischer Kindergarten, Träger: Evangelische Kirchengemeinde Hamm (Sieg)
- Friedrich-Wilhelm-Raiffeisen-Grundschule, Ganztagsschule
- IGS Hamm – Friedrich-Wilhelm-Raiffeisen-Schule

## Persönlichkeiten

### In Hamm geboren
- Bekanntester Sohn des Ortes ist Friedrich Wilhelm Raiffeisen (* 30. März 1818 in Hamm (Sieg); † 11. März 1888 in Heddesdorf jetzt Neuwied).
- Georg Wilhelm Heinrich Seippel (* 17. Mai 1788 in Hamm an der Sieg; † 17. Juni 1850 ebd.) war Pfarrer in Hamm und Erzieher von Friedrich Wilhelm Raiffeisen.
- Der Künstler Erwin Wortelkamp wurde am 21. September 1938 in Hamm (Sieg) geboren.
- Der Unternehmer Willy Korf wurde am 13. August 1929 in Hamm (Sieg) geboren.
- Der Automobilrennfahrer Tom Kalender wurde am 27. März 2008 in Hamm (Sieg) geboren.

### Mit Hamm verbunden
- Gottfried Friedrich Raiffeisen (* 7. Februar 1782 in Mittelfischbach; † 16. Januar 1849 in Hamm an der Sieg), Bürgermeister der Bürgermeisterei Hamm und Vater von Friedrich Wilhelm Raiffeisen.
- Michael Klein (* 1964), evangelischer Pastor in Hamm, Kirchenhistoriker

## Verkehr
- Hamm liegt im Gebiet des Verkehrsverbund Rhein-Mosel (VRM).
- Am naheliegenden Bahnhof Au (Sieg) besteht Anschluss an die S12, den RE9 (Siegen - Aachen) der Siegstrecke sowie die RB90 (Westerwald-Sieg-Bahn) (Limburg(Lahn)-Diez Ost-Westerburg-Hachenburg-Altenkirchen (Westerwald)-Betzdorf (Sieg)-Siegen Hbf).
- Zudem verkehren einige Regionalbuslinien in Hamm.